# Sergio Ciancaglini
Sergio Osvaldo Ciancaglini es un periodista argentino, editor de la revista MU.

## Trayectoria
Ciancaglini es periodista y cronista. Trabajó en las revistas Tres Puntos; Nueva y en los diarios La Razón, en Página/12 y editó los domingos de Clarín cuando vendía un millón de ejemplares. En 2001, renunció a todo y fundó una cooperativa independiente de periodistas: Junto a Claudia Acuña, armó La Vaca, desde la que editan la revista Mu. 
En radio, condujo el programa Decí Mu, desde donde opinó que "Las radios comunitarias, no son alternativos a nada, son medios centrales".
De fuerte vocación independiente, cree que “Hoy la libertad de expresión no es la de los medios sino la nuestra”.

## Membrecías
Es profesor de la Cátedra Autónoma de Comunicación Social del Diplomado de Periodismo y Comunicación Ambiental.

## Libros
- Ciancaglini - Martín Granovsky: Crónicas del Apocalipsis. Ed. Contrapunto, 1986.
- Ciancaglini - Martín Granovsky: Nada más que la verdad. Planeta, 1995. Reedición de las Crónicas de una década antes en el Juicio a las Juntas. Pueden leerse los primeros capítulos en la web.[5]
- Ciancaglini - Gabriela Cerruti: El octavo círculo. Crónica y entretelones de la Argentina menemista. Planeta, 1991.
- Ciancaglini: La revolución del sentido común. Sudamericana, 2000. ISBN 9500718499[6]
- Ciancaglini: Confesiones de Oro. La mafia del oro contada por Enrique Piana. Sudamericana, 2002. ISBN 9500722615[7]
- AA VV: Argentina, un país desperdiciado. Taurus, 2003 ISBN 9505118090 Reúne veintinueve artículos aparecidos en El País, de Madrid entre junio de 2001 y julio de 2002. Tiene prólogo de Joaquín Morales Solá (enero de 2003) y Ciancaglini escribió La miseria planificada (23 de marzo de 2002).[8]

## Premios
Fue en dos ocasiones ganador de los Premios Internacionales de Periodismo Rey de España. 
El primero de ellos, en 1986, fue por la cobertura del Juicio a las Juntas militares de un año antes publicada junto a su colega Martín Granovsky en La Razón bajo la dirección de Jacobo TImerman. Esas notas diarias fueron compiladas en el libro Crónicas del Apocalipsis.
El segundo lo ganó junto a Claudia Acuña, en la modalidad de prensa, en la edición 1989.